# Teeth (canción)
«Teeth» es una canción de la banda australiana de pop rock 5 Seconds of Summer. Fue lanzado como el segundo sencillo del próximo álbum de estudio de la banda el 21 de agosto de 2019, a través de Interscope Records. La pista forma parte de la banda sonora de la serie de Netflix 13 Reasons Why. La canción fue escrita por la banda junto a Ali Tamposi , Ryan Tedder , Andrew Watt y Louis Bell.

## Antecedentes y lanzamiento
La canción fue anunciada en las redes sociales de la banda el 16 de agosto de 2019, junto con un adelanto de 15 segundos que Alternative Press llamó "ominoso". La pista fue estrenada el 21 de agosto de 2019, como el segundo sencillo del cuarto álbum de estudio de la banda. Forma parte de la banda sonora de la serie de Netflix 13 Reasons Why.
El tema fue escrito por dos de los integrantes de la banda Ashton Irwin y Luke Hemmings, junto a Ali Tamposi, Andrew Wotman, Bernard Sumner, Carl Sturken, Evan Rogers, Gillian Gilbert, Louis Bell, , Peter Hook, Ryan Tedder, Stephen Morris, mientras que la producción fue llevada a cabo por Andrew Watt y Louis Bell. Para Billboard la canción en sí detalla una relación de tira y afloja, con su coro anunciando «Hablas muy bonito pero tu corazón tiene dientes», contra un sonido constante de guitarra distorsionada.

## Crítica y recepción
Billboard describió que en la canción «ve al grupo aventurarse aún más en los sonidos y temas industriales que la banda comenzó a explorar con el lanzamiento anterior Easier». A su vez, definió que la pista tenía toque de pop industrial y señaló que «elimina del mismo pozo de melancolía, el ominoso rock industrial y nu-metal que inspiró su sencillo anterior».

## Vídeo musical
El video musical de «Teeth», fue dirigido por Thibaut Duverneix, siendo lanzado el 21 de agosto, el mismo día del estreno de la canción. La cinta presenta a la banda «sometida a un experimento que resultó mal, dando como resultado vivir en el infierno personal de cada integrante». El video fue llamado "oscuro" y "espeluznante" por Rolling Stone.

## Lista de ediciones
Descarga digital
| N.º | Título                              | Duración |  |
| 1.  | «Teeth» (13 Reasons Why (Season 3)) | 3:24     |  |

## Créditos y personal
Créditos adaptados de Genius.
- Ashton Irwin - composición, batería, vocales.
- Michael Clifford - guitarra, vocales
- Luke Hemmings - composición, guitarra, vocales.
- Calum Hood - Bajo, vocales.
- Stephen Morris - composición.
- Louis Bell - composición.
- Gillian Lesley Gilbert - composición.
- Evan Rogers - composición.
- Carl Sturken - composición.
- Bernard Sumner - composición.
- Wwatt & Ali Tamposi - composición.
- Paul LaMalfa - personal de estudio, ingeniero de grabación.
- Manny Marroquin - personal de estudio, ingeniero de mezclas.
- Dave Kutch - personal de estudio, ingeniero de masterización.

## Posicionamiento en listas
| Listas (2019)                             | Mejor posición |
| ----------------------------------------- | -------------- |
| Australia (ARIA)                          | 15             |
| Austria (Ö3 Austria Top 40)               | 70             |
| Bélgica (Ultratop) Flanders               | 2              |
| Canadá (Canadian Hot 100)                 | 63             |
| Dinamarca (Tracklisten)                   | 38             |
| Escocia (Official Charts Company)         | 19             |
| Eslovaquia (Singles Digitál Top 100)      | 30             |
| Estados Unidos (Bubbling Under Hot)       | 4              |
| Estados Unidos (Mainstream Top 40)        | 37             |
| Estonia (Eesti Tipp-40)                   | 40             |
| Hungría (Single Top 40)                   | 25             |
| Hungría (Stream Top 40)                   | 15             |
| Irlanda (IRMA)                            | 42             |
| Israel (Media Forest)                     | 27             |
| Nueva Zelanda Hot Singles (RMNZ)          | 25             |
| Países Bajos (Dutch Top 40)               | 15             |
| Países Bajos (Single Top 100)             | 31             |
| Portugal (AFP)                            | 97             |
| Reino Unido (UK Singles Chart)            | 46             |
| República Checa (Singles Digitál Top 100) | 44             |
| Singapur (RIAS)                           | 18             |
| Suecia (Sverigetopplistan)                | 65             |
| Suiza (Schweizer Hitparade)               | 99             |

## Certificaciones
| País (organismo certificador) | Certificación | Unidades certificadas |
| ----------------------------- | ------------- | --------------------- |
| Australia (ARIA)              | 2x Platino    | 140 000               |
| Canadá (Music Canada)         | Oro           | 40 000                |
| Estados Unidos (RIAA)         | Oro           | 500 000               |
| Polonia (ZPAV)                | Platino       | 50 000                |
| Portugal (AFP)                | Oro           | 5 000                 |
| Reino Unido (BPI)             | Plata         | 200 000               |

## Historial de lanzamiento
| País           | Fecha                    | Formato                      | Discográfica       | Ref    |
| -------------- | ------------------------ | ---------------------------- | ------------------ | ------ |
| Varios         | 21 de agosto de 2019     | Descarga digital y Streaming | Interscope Records | [ 15 ] |
| Estados Unidos | 17 de septiembre de 2019 | Contemporary hit radio       | Interscope Records | [ 45 ] |